# Alan Ruck
Alan Douglas Ruck (Cleveland, 1956. július 1. –) amerikai színész.
Emlékezetes alakítása volt Cameron Frye megformálása John Hughes Meglógtam a Ferrarival című 1986-os ifjúsági vígjátékában. Egyéb, fontosabb filmjei közé tartozik a Nehézfiúk (1983), a Három szökevény (1989), A vadnyugat fiai 2. (1990), a Féktelenül (1994), a Star Trek: Nemzedékek (1994) és a Twister (1996). 
Feltűnt a Kerge város (1996–2002) és az Utódlás (2018–2023) című televíziós sorozatok epizódjaiban. Utóbbival, Connor Roy szerepében Golden Globe- és Primetime Emmy-díjakra jelölték.

## Filmográfia

### Film
| Év   | Magyar cím                | Eredeti cím                                | Szerep                         | Magyar hang         |
| ---- | ------------------------- | ------------------------------------------ | ------------------------------ | ------------------- |
| 1983 | Nehézfiúk                 | Bad Boys                                   | Carl Brennan                   | Barabás Kiss Zoltán |
| 1983 | Nehézfiúk                 | Bad Boys                                   | Carl Brennan                   | Betz István         |
| 1983 | Doktor Detroit            | Doctor Detroit                             | diák (stáblistán nem szerepel) |                     |
| 1983 | Klassz (Én és a te anyád) | Class                                      | Roger Jackson                  |                     |
| 1986 | Meglógtam a Ferrarival    | Ferris Bueller's Day Off                   | Cameron Frye                   | Bor Zoltán          |
| 1987 | Hárman az úton            | Three for the Road                         | T.S.                           | Tokaji Csaba        |
| 1989 | Három szökevény           | Three Fugitives                            | Tener nyomozó                  | Galambos Péter      |
| 1989 | A Broadway vérszopói      | Bloodhounds of Broadway                    | John Wangle                    |                     |
| 1990 | A vadnyugat fiai 2.       | Young Guns II                              | Hendry William French          | Lux Ádám            |
| 1994 | Féktelenül                | Speed                                      | Doug Stephens                  | Cseke Péter         |
| 1994 | Star Trek: Nemzedékek     | Star Trek Generations                      | Jonathan Harriman kapitány     | Rosta Sándor        |
| 1995 | Én és a gorillám          | Born to Be Wild                            | Dan Woodley                    | Czvetkó Sándor      |
| 1996 | Twister                   | Twister                                    | Robert "Nyúl" Nurick           | Forgács Péter       |
| 1998 |                           | Walking to the Waterline                   | Duane Hopwood                  |                     |
| 2000 |                           | Everything Put Together                    | Kessel                         |                     |
| 2003 | Tucatjával olcsóbb        | Cheaper by the Dozen                       | Bill Shenk                     | Galbenisz Tomasz    |
| 2007 | Lejárt lemez              | Kickin' It Old Skool                       | Dr. Cameron Frye               |                     |
| 2007 |                           | InAlienable                                | Dr. Proway                     |                     |
| 2007 |                           | Star Trek: Of Gods and Men                 | John Harriman                  |                     |
| 2008 | Az esemény                | The Happening                              | iskolaigazgató                 | Tarján Péter        |
| 2008 | Kísértetváros             | Ghost Town                                 | szellem apa                    | Bartók László       |
| 2008 |                           | Eavesdrop                                  | Casper                         |                     |
| 2009 | Lehetek az eseted?        | I Love You, Beth Cooper                    | Mr. Cooverman                  | Csankó Zoltán       |
| 2009 |                           | Don't You Forget About Me (dokumentumfilm) | önmaga                         |                     |
| 2010 | Eszeveszett küzdelem      | Extraordinary Measures                     | Pete Sutphen                   | Koncz István        |
| 2012 |                           | Goats                                      | Dr. Eldridge                   |                     |
| 2012 |                           | Shanghai Calling                           | Marcus Groff                   |                     |
| 2015 |                           | Deathly (rövidfilm)                        | Richard                        |                     |
| 2016 |                           | Carnage Park                               | Wyatt Moss seriff              |                     |
| 2016 |                           | Dreamland                                  | Walter                         |                     |
| 2017 |                           | War Machine                                | Pat McKinnon altábornagy       |                     |
| 2018 | Gringo                    | Gringo                                     | Jerry                          | Fazekas István      |
| 2018 | Sierra Burgess egy lúzer  | Sierra Burgess Is a Loser                  | Stephen Burgess                | Rosta Sándor        |
| 2019 | Elrabolt világ            | Captive State                              | Charles Rittenhouse            | Gyabronka József    |
| 2020 | Freaky                    | Freaky                                     | Mr. Bernardi                   | Rosta Sándor        |
| 2023 | A temetés                 | The Burial                                 | Mike Allred                    |                     |

### Televízió
| Év        | Magyar cím                                 | Eredeti cím                              | Szerep                          | Megjegyzések                                  |
| --------- | ------------------------------------------ | ---------------------------------------- | ------------------------------- | --------------------------------------------- |
| 1984      |                                            | Hard Knox                                | Frankie Tyrone                  | tévéfilm                                      |
| 1985      |                                            | First Steps                              | Dave                            | tévéfilm                                      |
| 1988      |                                            | Shooter                                  | Stork O'Connor                  | tévéfilm                                      |
| 1989      |                                            | The Famous Teddy Z                       | Sheldon Samms                   | 1 epizód                                      |
| 1990–1991 |                                            | Going Places                             | Charlie Davis                   | 19 epizód                                     |
| 1992–1993 |                                            | The Edge                                 | több szerep                     | 13 epizód                                     |
| 1993      | Kisvárosi rejtélyek                        | Picket Fences                            | Patrick Gatwood                 | 1 epizód                                      |
| 1993      | Mesék a kriptából                          | Tales from the Crypt                     | Carty                           | 1 epizód                                      |
| 1994      |                                            | Daddy's Girls                            | Lenny                           | 3 epizód                                      |
| 1995      |                                            | Muscle                                   | Dr. Marshall Jones              | 13 epizód                                     |
| 1995–1996 | Megőrülök érted                            | Mad About You                            | Lance Brockwell                 | 4 epizód                                      |
| 1996      | Végtelen határok                           | The Outer Limits                         | Howard Sharp                    | - 1 epizód - magyar hangja: - Kerekes József  |
| 1996–2002 | Kerge város                                | Spin City                                | Stewart Bondek                  | - főszereplő - magyar hangja: - Breyer Zoltán |
| 1998      | A végtelen szerelmesei – Az Apolló-program | From the Earth to the Moon               | Tom Dolan                       | minisorozat (1 epizód)                        |
| 1998      |                                            | The Ransom of Red Chief                  | Ambrose Dorset                  | tévéfilm                                      |
| 2002      | Dokik                                      | Scrubs                                   | Mr. Bragin                      | 1 epizód                                      |
| 2003      | Bírósági mesék                             | Queens Supreme                           | Dr. Katz                        | 1 epizód                                      |
| 2005      |                                            | Stella                                   | Richard                         | 1 epizód                                      |
| 2006      | Csillagkapu: Atlantisz                     | Stargate Atlantis                        | Dr. Fletcher                    | 1 epizód                                      |
| 2007      |                                            | Drive                                    | John Ashton                     | 1 epizód                                      |
| 2007      | A médium                                   | Medium                                   | Albert Bunford                  | 1 epizód                                      |
| 2007      |                                            | The Bronx Is Burning                     | Steve Jacobson riporter         | minisorozat (8 epizód)                        |
| 2007      | Szellemekkel suttogó                       | Ghost Whisperer                          | Steve Sinclair                  | 1 epizód                                      |
| 2007–2011 | Greek, a szövetség                         | Greek                                    | Dean Bowman                     | 6 epizód                                      |
| 2008      | Eureka                                     | Eureka                                   | Dr. Hood                        | 1 epizód                                      |
| 2008      | Boston Legal – Jogi játszmák               | Boston Legal                             | Wayne Davidson                  | 1 epizód                                      |
| 2008–2014 | Psych – Dilis detektívek                   | Psych                                    | Phil Stubbins / Ruben Leonard   | 2 epizód                                      |
| 2009      |                                            | Ruby & the Rockits                       | Martin Wexler                   | 1 epizód                                      |
| 2009      | FlashForward – A jövő emlékei              | FlashForward                             | Tomasi                          | 1 epizód                                      |
| 2009      | Született szinglik                         | Cougar Town                              | Frank Miller                    | 1 epizód                                      |
| 2010      | CSI: Miami helyszínelők                    | CSI: Miami                               | Dr. Allan Beckham               | 1 epizód                                      |
| 2010      | CSI: A helyszínelők                        | CSI: Crime Scene Investigation           | Buddy Mills                     | 1 epizód                                      |
| 2010      | Gyilkos számok                             | Numbers                                  | Arnold Winslow                  | 1 epizód                                      |
| 2010      |                                            | Persons Unknown                          | Charlie Morse                   | 13 epizód                                     |
| 2010      | Egy kapcsolat szabályai                    | Rules of Engagement                      | Dr. Greenblatt                  | 1 epizód                                      |
| 2010      | A törvény embere                           | Justified                                | Roland Pike                     | 1 epizód                                      |
| 2010      | NCIS: Los Angeles                          | NCIS: Los Angeles                        | Donald Wexling                  | 1 epizód                                      |
| 2011      | A rejtély                                  | Fringe                                   | Dr. Krick                       | 1 epizód                                      |
| 2011      | Küzdelem a rákkal                          | Five                                     | Sam Jarente                     | tévéfilm                                      |
| 2012      |                                            | Ben and Kate                             | Geoff Feeney igazgató           | 1 epizód                                      |
| 2012      | Hawaii Five-0                              | Hawaii Five-0                            | Brian Slater                    | 1 epizód                                      |
| 2012–2013 |                                            | Bunheads                                 | Hubbell Flowers                 | 3 epizód                                      |
| 2013      | Vérmes négyes                              | Hot in Cleveland                         | Lare tiszteletes                | 1 epizód                                      |
| 2013      | Minden lében négy kanál                    | Burn Notice                              | Max Lyster                      | 1 epizód                                      |
| 2013      |                                            | We Are Men                               | lelkész                         | 1 epizód                                      |
| 2013      |                                            | Zombie Night                             | Joseph                          | tévéfilm                                      |
| 2013      |                                            | Masters of Sex                           | pszichiáter                     | 2 epizód                                      |
| 2013      | NCIS                                       | NCIS                                     | Ward Davis                      | 1 epizód                                      |
| 2013      | Csajos hármas                              | Super Fun Night                          | Spencer Quinn                   | 1 epizód                                      |
| 2014      | Intelligence – A jövő ügynöke              | Intelligence                             | Jonathan Cain                   | 1 epizód                                      |
| 2014      | Instant anyu                               | Instant Mom                              | Mr. Shank                       | 1 epizód                                      |
| 2015      |                                            | Hindsight                                | Harry Lavigne                   | 1 epizód                                      |
| 2015      | Suttogók                                   | The Whispers                             | Alex Myers                      | 4 epizód                                      |
| 2015      | Gyilkos ügyek                              | Major Crimes                             | Jerry Shea különleges ügynök    | 1 epizód                                      |
| 2015      | Szófia hercegnő                            | Sofia the First                          | Herb (hangja)                   | 2 epizód                                      |
| 2016      | A semmi közepén                            | The Middle                               | Mr. Kershaw                     | 2 epizód                                      |
| 2016      |                                            | Cooper Barrett's Guide to Surviving Life | Mark Barrett                    | 1 epizód                                      |
| 2016      | A nagy fogás                               | The Catch                                | Gordon Bailey                   | 2 epizód                                      |
| 2016      | Az ördögűző                                | The Exorcist                             | Henry Rance                     | - 10 epizód - magyar hangja: - Sarádi Zsolt   |
| 2016      | A Lármás család                            | The Loud House                           | Lord Tetherby / rendőr (hangja) | 1 epizód                                      |
| 2018      | Hervé vacsorára                            | My Dinner with Hervé                     | Stu Chambers                    | - tévéfilm - magyar hangja: - Tokaji Csaba    |
| 2018      | Aljas John                                 | Dirty John                               | John Dzialo                     | 1 epizód                                      |
| 2018–2023 | Utódlás                                    | Succession                               | Connor Roy                      | - főszereplő - magyar hangja: - Rosta Sándor  |
| 2019      |                                            | One Day at a Time                        | Lawrence Schneider              | 1 epizód                                      |
| 2022      | A kibukott                                 | The Dropout                              | Jay Rosan                       | 2 epizód                                      |
| 2025      |                                            | Elsbeth                                  | Bill és Peter Hepson            | 1 epizód                                      |

## Fontosabb díjak és jelölések
| Év   | Díj                     | Kategória                                                         | Jelölt mű | Eredmény | Ref.  |
| ---- | ----------------------- | ----------------------------------------------------------------- | --------- | -------- | ----- |
| 2022 | Screen Actors Guild-díj | legjobb szereplőgárda (drámasorozat)                              | Utódlás   | Elnyerte | [ 3 ] |
| 2024 | Golden Globe-díj        | legjobb férfi mellékszereplő (sorozat, minisorozat vagy tévéfilm) | Utódlás   | Jelölve  | [ 4 ] |
| 2024 | Primetime Emmy-díj      | legjobb férfi mellékszereplő (drámasorozat)                       | Utódlás   | Jelölve  | [ 5 ] |
| 2024 | Screen Actors Guild-díj | legjobb szereplőgárda (drámasorozat)                              | Utódlás   | Elnyerte | [ 6 ] |

## Fordítás
- Ez a szócikk részben vagy egészben  az   Alan Ruck című angol Wikipédia-szócikk ezen változatának fordításán alapul.  Az eredeti cikk szerkesztőit annak laptörténete sorolja fel. Ez a jelzés csupán a megfogalmazás eredetét és a szerzői jogokat jelzi, nem szolgál a cikkben szereplő információk forrásmegjelöléseként.